# Helena Waldecko-Pyrmontská
Helena Waldecko-Pyrmontská (celým jménem Helena Bedřiška Augusta Waldecko-Pyrmontská, vévodkyně z Albany, 17. února 1861, Bad Arolsen – 1. září 1922, Tyrolsko) byla rodem německá šlechtična a sňatkem s Leopoldem z Albany také členka britské královské rodiny.

## Život

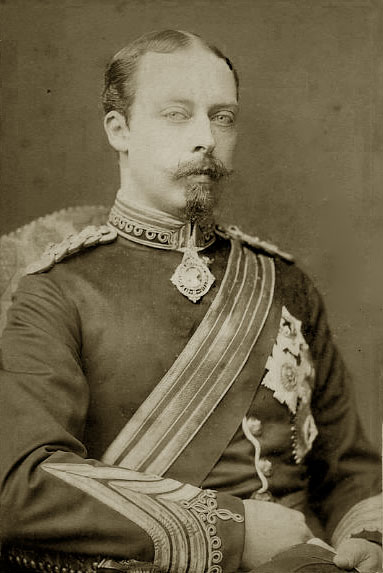
Helenin jediný manžel Leopold

Helena Bedřiška Augusta Waldecko-Pyrmontská se narodila 17. února 1861 v německém Bad Arolsenu (tehdy pouze Arolsen). Jejími rodiči byla Helena Nasavská a Jiří Viktor Waldecko-Pyrmontský, Helena byla jejich páté dítě i dcera, až po ní se narodil vytoužený syn Fridrich Waldecko-Pyrmontský, poslední waldecko-pyrmontský vládnoucí kníže. Krom Fridricha měla i šest sester, z nichž dvě sňatkem získaly královský titul: Marie, která se vdala za württemberského krále Viléma II., a Emma, jako manželka Viléma III. Nizozemského nizozemská královna.

### Sňatek

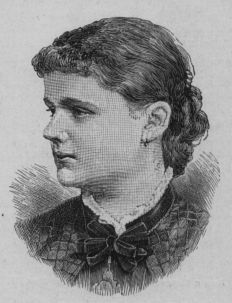
Kresba Heleny Waldecko-Pyrmontské

Helena měla původně být provdána za Viléma III. Nizozemského, nakonec se však jeho manželkou stala její starší sestra Emma. Později se Helena setkala se členem britské královské rodiny, vévodou z Albany, Leopoldem. Leopold byl nejmladším synem královny Viktorie a právě ona na syna tlačila, aby se s Helenou setkal. V listopadu 1881 se nakonec pár zasnoubil, přestože Leopold a Helena byli příbuzní: společnou jmenovatelkou byla Pavlína Württemberská.
svatba Heleny a Leopolda se konala 27. dubna 1882 na hradě Windsor. Po svatbě novomanželé pobývali na zámku Claremont nedaleko města Esher v hrabství Surrey. Manželství bylo šťastné, avšak krátké. Trvalo pouze dva roky a skončilo nečekanou smrtí Leopolda, který trpěl závažnou dědičnou nemocí, poruchou krevní srážlivosti hemofilií. Zemřel na krvácení do mozku poté, co si ve francouzském Cannes při pádu poranil koleno. V době Leopoldovy smrti byla Helena podruhé těhotná a tři měsíce po manželově smrti porodila syna Karla Eduarda, který později zdědil otcův titul vévody z Albany.

### Charitativní projekty
Podle slov dcery Alice byla její matka Helena velmi inteligentní a své povinnosti vždy vzorně plnila. Královna Viktorie měla zpočátku obavy, že po smrti manžela se Helena vrátí do Německa a vezme tam i své děti, členy britské královské rodiny. Ve svých dopisech proto naznačovala, že by byla ráda, kdyby se Helena vrátila do společnosti a mezi lidi obecně. Viktorie si svoji snachu přes počáteční rozpaky brzy oblíbila. Helena s velkou oblibou řešila matematické úlohy a četla filozofické texty. Její manžel Leopold ji dokonce přivedl mezi akademiky Oxfordské univerzity. S těmi se Helena přátelila i po zbytek života.
Roku 1894 Helena, společně s dalšími lidmi, založila Deptfordský fond. Tento fond původně sloužil k tomu, aby s jeho pomocí našly ženy a dívky pracující v nebezpečných podmínkách nové zaměstnání. V roce 1899 pak Helena otevřena Albanský institut (Albany Institute). Byla též zapojena do řady charitativních projektů. Během první světové války se charitě věnovala společně se svou švagrovou Beatrix Sasko-Koburskou a Marií Luisou Šlesvicko-Holštýnskou.

### Pozdější život
Po Leopoldově smrti Helena i s dětmi nadále pobývala na zámku Claremont. Po nečekané smrti dědice Sasko-Kobursko-gothajského vévodství Alfréda byl Helenin šestnáctiletý syn Karel Eduard vybrán jako jeho následník. Vévoda z Albany se tak přestěhoval do Německa a převzal správu nad vévodstvím. Když o čtrnáct let později vypukla první světová válka, byl Karel Eduard povinen sloužit v německé armádě – proti Velké Británii, vlasti svého otce. Důsledkem toho bylo, že byl nakonec v roce 1917 zbaven všech anglických titulů. Naproti tomu Karlova sestra Alice v Anglii zůstala a provdala se za vévodu u Athlone.
V roce 1901 se spekulovalo o možném sňatku Heleny a Archibalda Primrose, avšak k jeho realizaci nakonec nedošlo.
Dne 1. září 1922 zemřela Helena na infarkt při návštěvě svého syna v Tyrolsku.

## Potomci
Manželství Heleny a Leopolda bylo šťastné, avšak trvalo pouze dva roky. Ukončeno bylo Leopoldovou nečekanou smrtí. I přes krátké trvání se z manželství narodily dvě děti, dcera a syn.
- Alice z Albany (25. února 1883 – 3. ledna 1981), ⚭ 1904 Alexandr Cambridge, 1. vévoda z Athlone (14. dubna 1874 – 16. ledna 1957)
- Karel Eduard z Albany (19. července 1884 – 6. března 1954), ⚭ 1905 Viktorie Adléta Šlesvicko-Holštýnská (31. prosince 1885 – 3. října 1970)

## Vývod z předků
|                            |                                                      |  |                                    |                                                        |  |  |  |  |  |  |  | Karel August Waldecko-Pyrmontský |
|                            |                                                      |  |                                    |                                                        |  |  |  |  |  |  |  |                                  |
|                            | Jiří I. Waldecko-Pyrmontský                          |  |                                    |                                                        |  |  |  |  |  |  |  |                                  |
|                            |                                                      |  |                                    |                                                        |  |  |  |  |  |  |  |                                  |
|                            |                                                      |  |                                    | Kristína Henrietta Falcko-Zweibrückenská               |  |  |  |  |  |  |  |                                  |
|                            |                                                      |  |                                    |                                                        |  |  |  |  |  |  |  |                                  |
|                            | Jiří II. Waldecko-Pyrmontský                         |  |                                    |                                                        |  |  |  |  |  |  |  |                                  |
|                            |                                                      |  |                                    |                                                        |  |  |  |  |  |  |  |                                  |
|                            |                                                      |  |                                    | August II. ze Schwarzburg-Sondershausenu               |  |  |  |  |  |  |  |                                  |
|                            |                                                      |  |                                    |                                                        |  |  |  |  |  |  |  |                                  |
|                            | Augusta ze Schwarzburg-Sondershausenu                |  |                                    |                                                        |  |  |  |  |  |  |  |                                  |
|                            |                                                      |  |                                    |                                                        |  |  |  |  |  |  |  |                                  |
|                            |                                                      |  |                                    | Kristína Anhaltsko-Bernburská                          |  |  |  |  |  |  |  |                                  |
|                            |                                                      |  |                                    |                                                        |  |  |  |  |  |  |  |                                  |
|                            | Jiří Viktor Waldecko-Pyrmontský                      |  |                                    |                                                        |  |  |  |  |  |  |  |                                  |
|                            |                                                      |  |                                    |                                                        |  |  |  |  |  |  |  |                                  |
|                            |                                                      |  |                                    | Karel Ludvík Anhaltsko-Bernbursko-Schaumbursko-Hoymský |  |  |  |  |  |  |  |                                  |
|                            |                                                      |  |                                    |                                                        |  |  |  |  |  |  |  |                                  |
|                            | Viktor II. Anhaltsko-Bernbursko-Schaumbursko-Hoymský |  |                                    |                                                        |  |  |  |  |  |  |  |                                  |
|                            |                                                      |  |                                    |                                                        |  |  |  |  |  |  |  |                                  |
|                            |                                                      |  |                                    | Amálie Eleonora ze Solms-Braunfels                     |  |  |  |  |  |  |  |                                  |
|                            |                                                      |  |                                    |                                                        |  |  |  |  |  |  |  |                                  |
|                            | Emma Anhaltsko-Bernbursko-Schaumbursko-Hoymská       |  |                                    |                                                        |  |  |  |  |  |  |  |                                  |
|                            |                                                      |  |                                    |                                                        |  |  |  |  |  |  |  |                                  |
|                            |                                                      |  |                                    | Karel Kristián Nasavsko-Weilburský                     |  |  |  |  |  |  |  |                                  |
|                            |                                                      |  |                                    |                                                        |  |  |  |  |  |  |  |                                  |
|                            | Amálie Nasavsko-Weilburská                           |  |                                    |                                                        |  |  |  |  |  |  |  |                                  |
|                            |                                                      |  |                                    |                                                        |  |  |  |  |  |  |  |                                  |
|                            |                                                      |  |                                    | Karolína Oranžsko-Nasavská                             |  |  |  |  |  |  |  |                                  |
|                            |                                                      |  |                                    |                                                        |  |  |  |  |  |  |  |                                  |
| Helena Waldecko-Pyrmontská |                                                      |  |                                    |                                                        |  |  |  |  |  |  |  |                                  |
|                            |                                                      |  |                                    |                                                        |  |  |  |  |  |  |  |                                  |
|                            |                                                      |  | Karel Kristián Nasavsko-Weilburský |                                                        |  |  |  |  |  |  |  |                                  |
|                            |                                                      |  |                                    |                                                        |  |  |  |  |  |  |  |                                  |
|                            | Fridrich Vilém Nasavsko-Weilburský                   |  |                                    |                                                        |  |  |  |  |  |  |  |                                  |
|                            |                                                      |  |                                    |                                                        |  |  |  |  |  |  |  |                                  |
|                            |                                                      |  |                                    | Karolína Oranžsko-Nasavská                             |  |  |  |  |  |  |  |                                  |
|                            |                                                      |  |                                    |                                                        |  |  |  |  |  |  |  |                                  |
|                            | Vilém Nasavský                                       |  |                                    |                                                        |  |  |  |  |  |  |  |                                  |
|                            |                                                      |  |                                    |                                                        |  |  |  |  |  |  |  |                                  |
|                            |                                                      |  |                                    | Vilém Jiří z Kirchbergu                                |  |  |  |  |  |  |  |                                  |
|                            |                                                      |  |                                    |                                                        |  |  |  |  |  |  |  |                                  |
|                            | Luisa Isabela z Kirchbergu                           |  |                                    |                                                        |  |  |  |  |  |  |  |                                  |
|                            |                                                      |  |                                    |                                                        |  |  |  |  |  |  |  |                                  |
|                            |                                                      |  |                                    | Isabela Augusta Reuss z Greiz                          |  |  |  |  |  |  |  |                                  |
|                            |                                                      |  |                                    |                                                        |  |  |  |  |  |  |  |                                  |
|                            | Helena Nasavská                                      |  |                                    |                                                        |  |  |  |  |  |  |  |                                  |
|                            |                                                      |  |                                    |                                                        |  |  |  |  |  |  |  |                                  |
|                            |                                                      |  |                                    | Fridrich I. Württemberský                              |  |  |  |  |  |  |  |                                  |
|                            |                                                      |  |                                    |                                                        |  |  |  |  |  |  |  |                                  |
|                            | Pavel Württemberský                                  |  |                                    |                                                        |  |  |  |  |  |  |  |                                  |
|                            |                                                      |  |                                    |                                                        |  |  |  |  |  |  |  |                                  |
|                            |                                                      |  |                                    | Augusta Brunšvicko-Wolfenbüttelská                     |  |  |  |  |  |  |  |                                  |
|                            |                                                      |  |                                    |                                                        |  |  |  |  |  |  |  |                                  |
|                            | Pavlína Württemberská                                |  |                                    |                                                        |  |  |  |  |  |  |  |                                  |
|                            |                                                      |  |                                    |                                                        |  |  |  |  |  |  |  |                                  |
|                            |                                                      |  |                                    | Fridrich Sasko-Altenburský                             |  |  |  |  |  |  |  |                                  |
|                            |                                                      |  |                                    |                                                        |  |  |  |  |  |  |  |                                  |
|                            | Šarlota Sasko-Hildburghausenská                      |  |                                    |                                                        |  |  |  |  |  |  |  |                                  |
|                            |                                                      |  |                                    |                                                        |  |  |  |  |  |  |  |                                  |
|                            |                                                      |  |                                    | Šarlota Georgina Meklenbursko-Střelická                |  |  |  |  |  |  |  |                                  |
|                            |                                                      |  |                                    |                                                        |  |  |  |  |  |  |  |                                  |